# Tyberiada
Tyberiada (hebr. ‏טְבֶרְיָה‎, Tewerjaⓘ; arab. ‏طبريا‎, Tabarijja) – miasto położone w Dystrykcie Północnym w Izraelu. Według danych z 2010 Tyberiada miała 41 300 mieszkańców.
Tyberiada jest lokalnym ośrodkiem usługowo-przemysłowym, a także węzłem komunikacyjnym, w którym zbiegają się dwie drogi krajowe. Miasto stanowi centrum administracyjne regionu. Jest to znane uzdrowisko i ośrodek turystyczny położony na zachodnim brzegu Jeziora Tyberiadzkiego, w Dolnej Galilei. Jest to najniżej położone miasto w Izraelu.
Tyberiada jest jednym z czterech świętych miast judaizmu – obok Jerozolimy, Safedu i Hebronu.

## Położenie

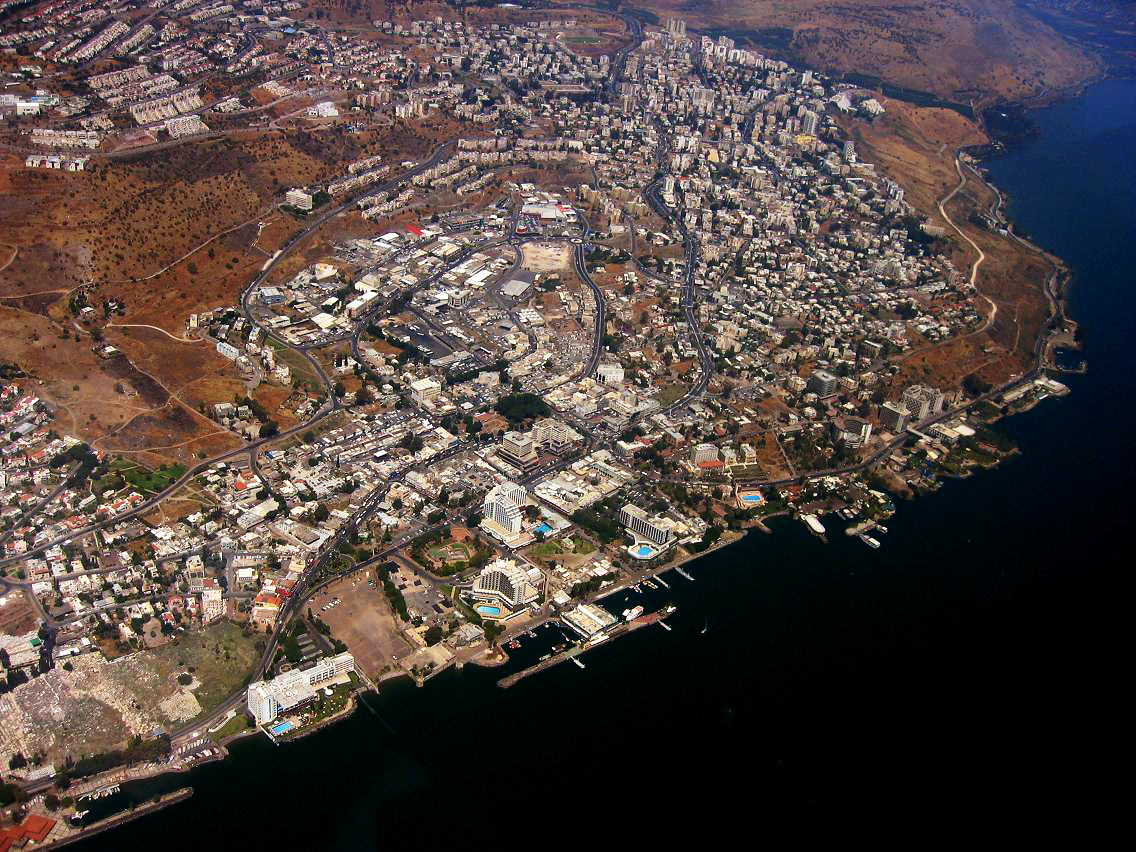
Widok na Tyberiadę z lotu ptaka

Tyberiada (przy współrzędnych 32°47′20″N 35°31′20″E/32,788889 35,522222) leży w środkowej części Dystryktu Północnego.
Miasto położone jest we wschodniej części Dolnej Galilei na północy Izraela. Leży na północy depresji Rowu Jordanu, na wysokości 200 m p.p.m. na zachodnim brzegu Jeziora Tyberiadzkiego, i jest oddalone około 42 kilometry od Morza Śródziemnego.
Powierzchnia miasta wynosi 10,671 km². Rozciągłość zabudowań miejskich w kierunku południkowym wynosi ok. 3,4 km, a w kierunku równoleżnikowym ok. 3,3 km.
W otoczeniu miasta znajduje się miasteczko Migdal, kibuce Lawi i Ginnosar, moszawy Ha-Zore’im, Micpa, Kefar Chittim i Arbel, oraz wsie komunalne Porijja Newe Owed i Giwat Awni.

## Środowisko naturalne
W tej okolicy brzegi Jeziora Tyberiadzkiego są bardzo strome i miasto rozciąga się na zboczach wzgórza Tel Ma’on (250 m n.p.m.). Pierwotnie wzgórze wznosiło się nad historyczną Tyberiadą, jednak współczesne nowe dzielnice mieszkaniowe zajmują zbocza i wierzchołek Tel Ma’on. Różnica wysokości pomiędzy najniżej i najwyżej położoną częścią miasta wynosi prawie 500 metrów. Miasto jest zbudowane na trzech poziomach. Na najniższym poziomie, na samym brzegu jeziora znajduje się najstarsza część Tyberiady, obecnie wykorzystywana w celach turystycznych i handlowych. Drugi poziom znajduje się na wysokości około 100 m p.p.m., i jest on zajmowany przez starsze mieszkaniowe dzielnice miasta. Trzeci pod względem wysokości poziom wznosi się na szczyt wzgórza, na którym wybudowano najmłodsze współczesne osiedla mieszkaniowe.

### Geologia
Położenie Tyberiady w Rowie Jordanu, który jest najbardziej na północ wysuniętą częścią Rowu Abisyńskiego należącego do Wielkich Rowów Afrykańskich sprawia, że miasto i okolica jest obszarem o dużej aktywności sejsmicznej. Miasto było wielokrotnie niszczone przez trzęsienia ziemi – w latach 30, 33, 115, 306, 363, 419, 447, 631, 1033, 1182, 1202, 1546, 1759, 1837, 1927 i 1943. Trzęsienia ziemi są wynikiem rozładowywania naprężeń nagromadzonych w skorupie ziemskiej, w wyniku przejściowego zablokowania ruchu płyty arabskiej i płyty afrykańskiej poruszających się wzdłuż linii uskoku Rowu Jordanu. W wyniku takich ruchów powstał cały rów, a jedno z większych zagłębień wypełniło Jezioro Tyberiadzkie. O dużej aktywności sejsmicznej i wulkanicznej świadczą również tutejsze źródła termalne.

### Gleba
Okoliczne grunty zbudowane są w większości ze skał bazaltowych i magmowych pochodzenia wulkanicznego.

### Wody
Największym zbiornikiem wodnym w okolicy Tyberiady jest Jezioro Tyberiadzkie, nazywane Jeziorem Genezaret albo Jeziorem Galilejskim, czasami Morzem Galilejskim. We współczesnym języku hebrajskim jest znane pod swoją biblijną nazwą: Morze Kinneret (hebr. ים כנרת, Jam Kinneret). Jezioro ma obwód około 53 km, długość 21 km i szerokość 13 km. Całkowita powierzchnia jeziora wynosi 166 km², maksymalna głębokość 43 m. Jest to najniżej położone jezioro słodkowodne na Ziemi (209 m p.p.m.). Jezioro Tyberiadzkie jest zasilane przez rzekę Jordan.

### Przyroda
Wody Jeziora Tyberiadzkiego cechują się dużym bogactwem gatunkowym ryb. Na skalę handlową odławia się tutaj sardynki i tilapia, które są lepiej znane pod nazwą ryby św. Piotra. Na brzegach wśród szuwarów trzciny pospolitej i lasecznicy trzcinowatej żyją licznie: mewy, perkozy, pelikany i inne gatunki ptactwa. O czystości wody najlepiej świadczy obfitość występowania żółwi, raków rzecznych i innych skorupiaków. Spośród makrofitów zanurzonych największą rolę odgrywa wywłócznik kłosowy i jezierza morska. Okoliczne zbocza przez połowę roku są nagie i przypominają step, jednak wiosną rozkwitają podzwrotnikową roślinnością. Jedynie na południe od Tyberiady znajduje się las, nazwany Lasem Szwajcarskim. Na okolicznych łąkach rozkwitają oleandry. W okolicy znajdują się liczne plantacje bananów, awokado i innych owoców.

### Klimat
Tyberiada ma klimat śródziemnomorski, który charakteryzuje się gorącymi i wilgotnymi latami oraz chłodnymi i deszczowymi zimami. Wiosna rozpoczyna się w marcu, a w drugiej połowie maja rozpoczyna się lato. Średnia temperatura latem wynosi 36 °C, a zimą 18 °C (średnia z lat 1988–2000). Suma rocznych opadów atmosferycznych wynosi 450 mm. Opady bywają tak intensywne, że czasami są przyczyną lokalnych powodzi. Niskie położenie i otoczenie wysokich wzgórz powodują, że okolica charakteryzuje się nagłymi i gwałtownymi burzami. Opady śniegu są rzadkością w Tyberiadzie.
| Miesiąc                                          | Sty | Lut | Mar | Kwi | Maj | Cze | Lip | Sie | Wrz | Paź | Lis | Gru | Roczna |
| ------------------------------------------------ | --- | --- | --- | --- | --- | --- | --- | --- | --- | --- | --- | --- | ------ |
| Średnie temperatury w dzień [°C]                 | 18  | 19  | 23  | 28  | 33  | 36  | 38  | 38  | 36  | 32  | 26  | 20  | 29     |
| Średnie temperatury w nocy [°C]                  | 10  | 9   | 11  | 14  | 18  | 20  | 23  | 23  | 22  | 19  | 15  | 11  | 16     |
| Opady [mm]                                       | 90  | 73  | 57  | 20  | 4   | 0   | 0   | 0   | 0.6 | 14  | 50  | 81  | 450    |
| Źródło: Israel Meteorological Service 19.10.2009 |     |     |     |     |     |     |     |     |     |     |     |     |        |

## Historia

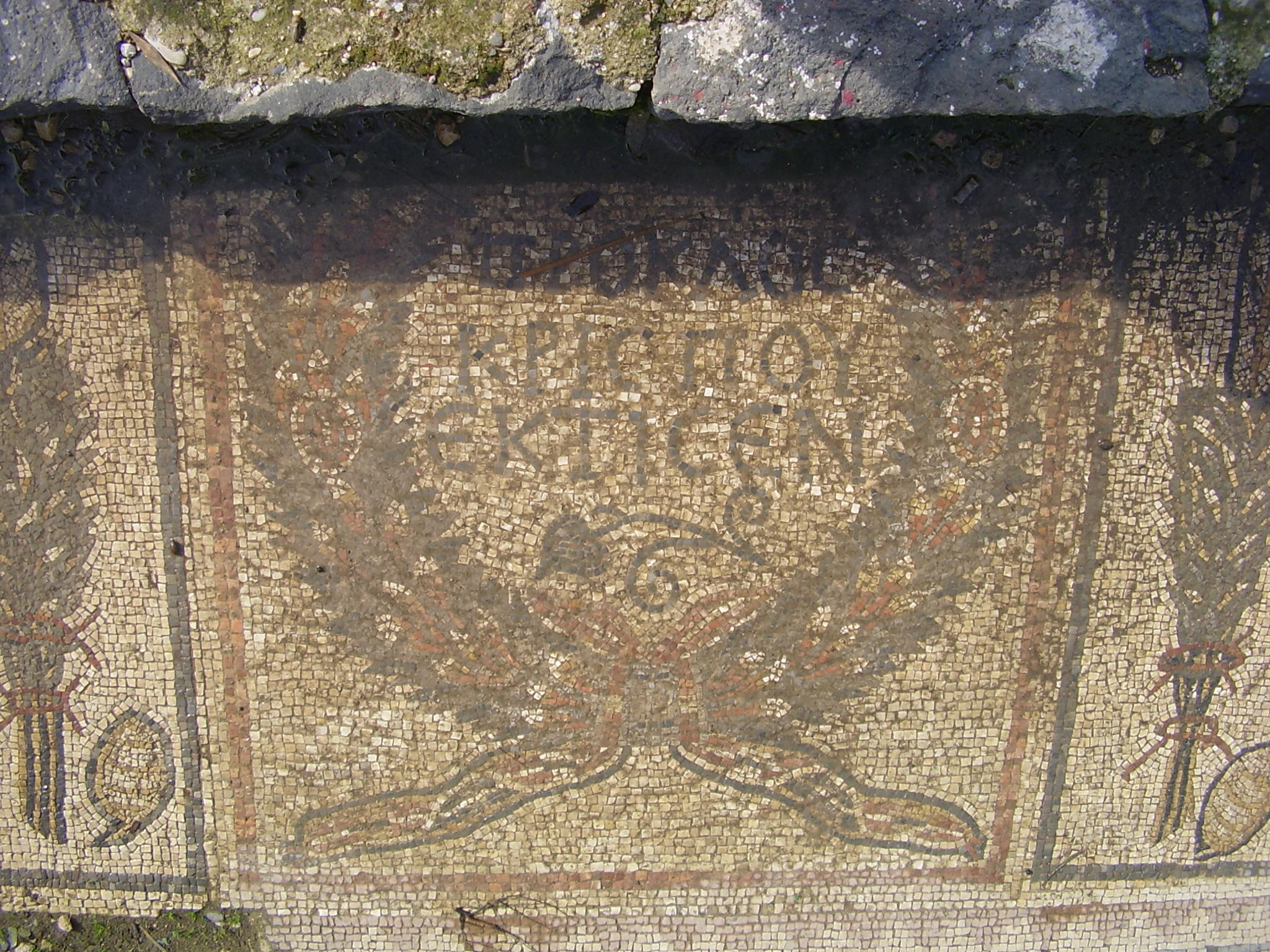
Zachowana mozaika podłogowa z synagogi w Tyberiadzie, VI-XI wiek

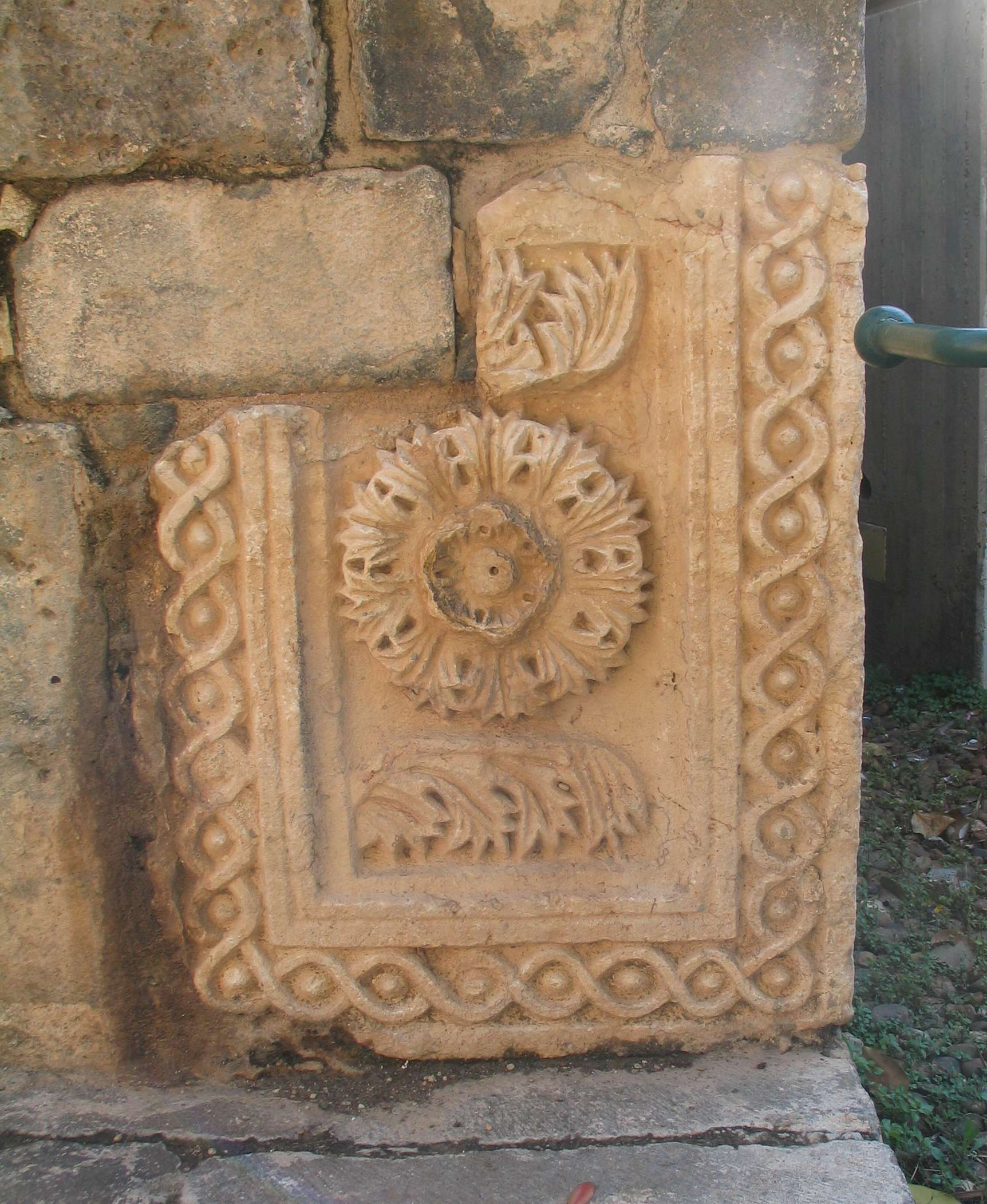
Pozostałości bramy krzyżowców w Tyberiadzie

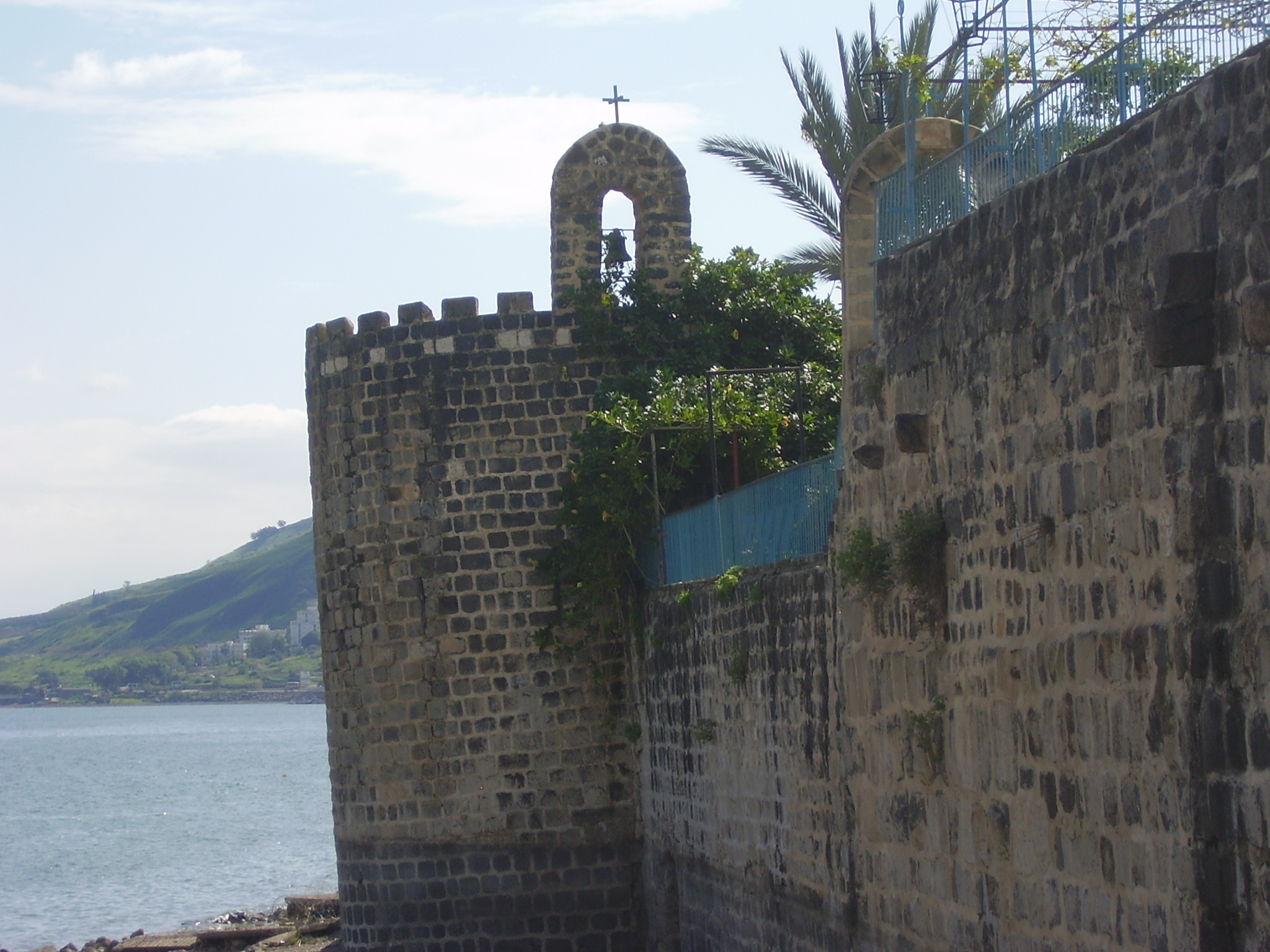
Mury miejskie oraz Krzywa Wieża w Tyberiadzie

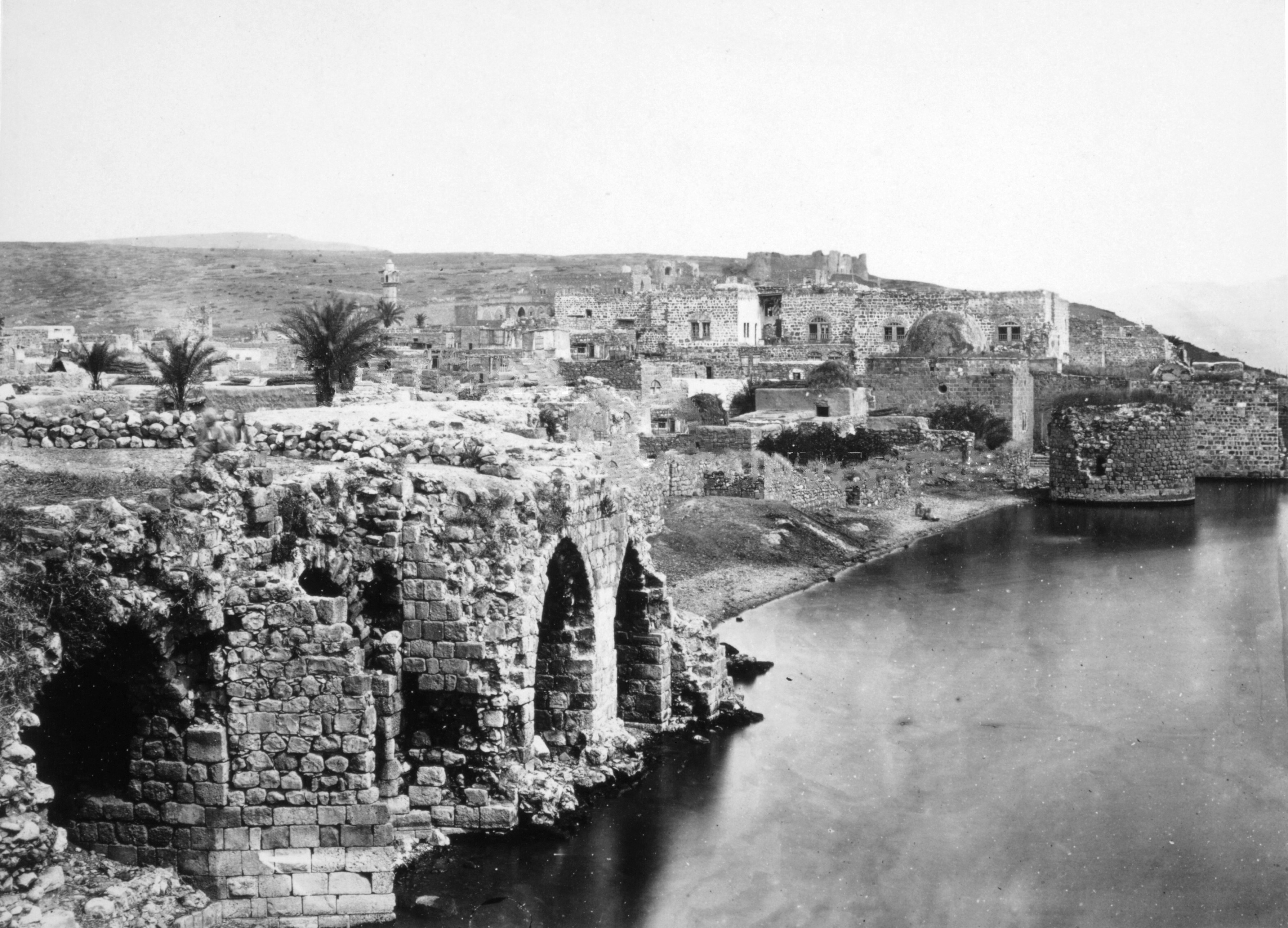
Widok na Tyberiadę, 1862

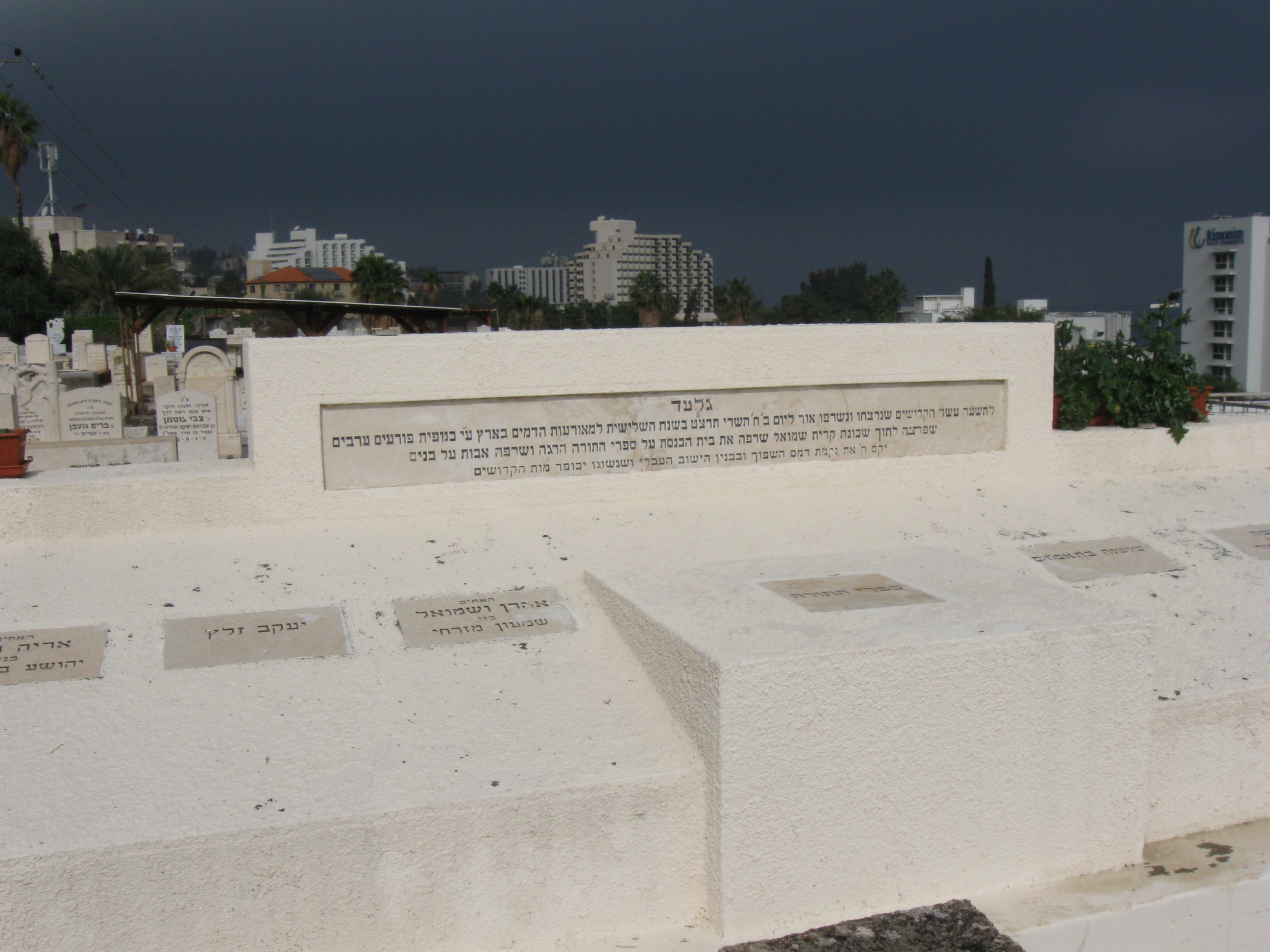
Pomnik ofiar pogromu z 1938 r.

Tyberiada została założona w latach 17–22 przez króla Heroda Antypasa, który uczynił z niej stolicę swojego królestwa w Galilei. Większość jego mieszkańców stanowili Żydzi. Nazwa miasta Tiberias została nadana na cześć cesarza Tyberiusza. Istnieje legenda, że Tyberiada powstała na miejscu starej żydowskiej osady Rakat. Dyskusja nad pochodzeniem Tyberiady od miasta Rakkat znajduje się w Talmudzie. O Tyberiadzie wspomina także żydowski historyk Józef Flawiusz.
W okresie panowania rzymskiego miasto było nazywane Tyberiada (gr. Τιβεριάδα, Tiveriáda). Nowy Testament wspomina o mieście jako o Tyberiadzie położonej nad Jeziorem Tyberiadzkim, nad którym swoją działalność koncentrował Jezus Chrystus. W owym czasie miasto znajdowało się pod silnymi wpływami hellenistycznymi i wielu religijnych Żydów odmawiało zamieszkania w nim. Herod Antypas osiedlił w mieście wielu obcokrajowców i wybudował na wzgórzu swój pałac. Prestiż Tyberiady był tak wielki, że Morze Kinneret zaczęto nazywać Jeziorem Tyberiadzkim. Po śmierci Agryppy I w 44 r. kontrolę nad miastem przejął rzymski prokurator. W 61 Herod Agryppa II wcielił miasto do swojego królestwa. Podczas wojny żydowsko-rzymskiej w l. 66-73 Tyberiadę zajęły wojska żydowskie, które zburzyły pałac Heroda. W trakcie działań wojennych Rzymianie zrównali większość żydowskich miast z ziemią. Dzięki umiejętnej polityce Józefa Flawiusza, Tyberiada została oszczędzona, i po wojnie przyjęła licznych żydowskich uchodźców. Gdy po 135 wypędzono Żydów z Jerozolimy, Tyberiada i sąsiednie miasto Seforis stały się głównymi ośrodkami życia żydowskiego. W Tyberiadzie osiedlił się rabin Jochanan bar Nafcha, a w 150 przeniósł się tutaj Sanhedryn (najwyższa żydowska instytucja religijna i sądownicza). Na potrzeby rosnącej populacji żydowskiej w mieście powstało trzynaście synagog. Około 200 r. rabin Juda ha-Nasi przeprowadził ostateczną redakcję Miszny, a masoreci ustalili tekst Talmudu Jerozolimskiego.
W 614 r. w Tyberiadzie doszło do żydowskiego powstania przeciwko cesarzowi Herakliuszowi, które pomogło Persom w ich wojnie z Bizantyjczykami (602–628). Wymordowano wówczas w Tyberiadzie wielu chrześcijan, a kościoły zburzono. W nagrodę Persowie pozwolili 70 żydowskim rodzinom z Tyberiady przenieść się do Jerozolimy i rozpocząć odbudowę żydowskiej społeczności w mieście. Gdy w 628 r. Bizantyńczycy zajęli Tyberiadę, doszło do rzezi Żydów.
W 636 r. Tyberiadę zajęła arabska armia kalifa Umar ibn al-Chattab, jednego z twórców potęgi imperium arabsko-muzułmańskiego. Kalifowie z dynastii Ummajjadów wybudowali na północ od Tyberiady jeden ze swoich licznych pałaców (znajdował się on na nadbrzeżu przy Khirbet al-Minja). W 749 r. duże prace budowlane objęły całe miasto. Od początku VIII wieku do końca X wieku Tyberiada rozkwitała jako ośrodek żydowskiego życia duchowego. Żydowscy uczeni usystematyzowali tutaj pisownię hebrajskiego języka (działała tu jedna z trzech grup masoretów) oraz stworzyli liczne dzieła, które na długie lata wyznaczyły tory rozwoju judaizmu. Jednym z członków tutejszej wspólnoty był rabin Aaron ben Mosze ben Aszer, który pracował nad doskonaleniem tradycji ustnej (zwanej Tiberian Hebrew) i Kodeksem z Aleppo. Arabski podróżnik i geograf Al-Muqaddasi odwiedził w 985 Tyberiadę i opisał ją jako:

stolicę Prowincji Jordanii i miasto w Dolinie Kanaan ... Miasto jest wąskie, gorące latem i niezdrowe ... Jest tu osiem gorących łaźni z niezliczonymi basenami wrzącej wody, w których nie potrzeba wykorzystywać paliwa. Na rynku stoi duży i dobry meczet.

W 1033 r. Tyberiadę zniszczyło trzęsienie ziemi. Miasto zostało jednak szybko odbudowane.
Podczas I wyprawy krzyżowej w 1099 r. Tyberiadę zdobyli Frankowie. Miasto weszło w skład Królestwa Jerozolimskiego i zostało stolicą Księstwa Galilei (z czasem region zaczęto nazywać Księstwem Tyberiady). Opuszczono wówczas pierwotne miejsce położenia miasta i przesunięto je na północ, w miejsce obecnej lokalizacji. Krzyżowcy wybudowali liczne nowe budowle, między innymi Kościół Św. Piotra, który był wielokrotnie przebudowywany i przetrwał do współczesnych czasów. W 1187 Saladyn wysłał swojego syna Al-Afdal ibn Salah ad-dina do hrabiego Trypolisu Rajmunda III z żądaniem bezpiecznego przepuszczenia wojsk przez Galileę. Rajmund III wyraził zgodę na przemarsz 20-tysięcznej armii Saladyna przez swoje ziemie, pod warunkiem że Saraceni przejdą przez nie w nocy. Jego pozwolenie zlekceważył mistrz templariuszy – Gérard de Ridefort, który rzucił się na 20 tysięcy Saracenów z 20 templariuszami i 10 szpitalnikami w bitwie u źródeł Cresson. Następnie Saladyn podszedł pod Tyberiadę i po sześciu dniach oblężenia zdobył miasto. 4 lipca 1187 pokonał wojska krzyżowców w bitwie pod Hittin, w pobliżu Tyberiady. Na początku XII wieku społeczność żydowska w Tyberiadzie liczyła około pięćdziesięciu rodzin. Mówiło się, że można tam było znaleźć najlepsze hebrajskie manuskrypty. Gdy w 1204 w Egipcie zmarł czołowy żydowski uczony filozof i lekarz tego okresu, rabin Mojżesz Majmonides, jego ciało przewieziono i pochowano w Tyberiadzie. Miejsce jego pochówku jest ważnym celem wielu żydowskich pielgrzymek.
W 1516 r. Tyberiada wraz z całą Palestyną przeszła pod panowanie Imperium Osmańskiego. Sułtan Sulejman Wspaniały zachęcał Żydów żyjących w jego państwie do osiedlania się w Palestynie. W 1558 pochodząca z Portugalii marrana Doña Gracia otrzymała długoterminową dzierżawę regionu Tyberiady, w zamian za zapewnienie znacznego zwiększenia rocznych wpływów z podatków. Z pomocą sułtana odbudowała ona miasto i umożliwiła żydowskich uchodźcom (Sefardyjczycy) osiedlenie się tutaj. Jej celem było utworzenie z Tyberiady nowego centrum żydowskiej nauki i handlu. Zapoczątkowało to okres rozkwitu miasta. W 1561 dzierżawę Tyberiady przejął bratanek Doñi Gracii, Józef Nasi. Za zgodą sułtana, razem z Józefem ben Adruth odbudował on mury miejskie i podłożył podwaliny pod hodowlę jedwabnika morwowego i produkcję jedwabiu. Plany przewidywały rozwój wymiany handlowej z Państwem Kościelnym, zostały jednak udaremnione przez wojnę Imperium Osmańskiego z Republiką Wenecką.
W 1624 r. sułtan uczynił Fachr ad-Din II Panem Arabistanu, który rozciągał się od Aleppo w Syrii aż po granice Egiptu. Ten druzyjski władca uczynił z Tyberiady swoją stolicę. W 1660 r. Druzowie zniszczyli Tyberiadę, zmuszając w ten sposób żydowską społeczność do opuszczenia miasta (większość Żydów przeniosła się do pobliskiego Safedu). W 1720 beduiński władca Daher el-Omar odbudował Tyberiadę i jej fortyfikacje. Podpisał on także porozumienie z okolicznymi plemionami beduińskimi, chroniąc miasto przed napaściami i grabieżą. Około 1727 r. w północnej części miasta wybudowano fort oraz wzmocniono stare mury. W okresie tym nastąpiła odbudowa społeczności żydowskiej w Tyberiadzie. Wybudowana wówczas synagoga przetrwała do czasów współczesnych. Daher el-Omar sprzeciwił się władzy Porty Osmańskiej, w wyniku czego w 1742 r. wojska Sulejmana Paszy usiłowały bezskutecznie zdobyć Tyberiadę. Oblężenie było powtórzone w następnym roku, zostało jednak przerwane przez śmierć Sulejmana. Pokój całemu regionowi przyniósł dopiero w 1775 r. pasza Jezzar Pasza. W XVIII i XIX wieku w Tyberiadzie osiedliło się wielu rabinów, którzy uczynili z miasta centrum żydowskiej nauki. Gdy w 1837 r. trzęsienie ziemi zniszczyło miasto, zginęło w nim ponad 600 osób (w tym blisko 500 Żydów). W 1842 r. w mieście żyło około 4 tys. mieszkańców, z czego jedną trzecią stanowili Żydzi, a pozostali byli w większości Turkami. Tylko kilkoro było chrześcijanami. Amerykańska wyprawa, która odwiedziła miasto w latach 1847–1848 opisała liczne ruiny po ostatnim trzęsieniu ziemi z 1837 r. Świadczy to o powolnej odbudowie miasta i zastoju gospodarczym. Pomimo to, pod koniec XIX wieku w rejonie Tyberiady rozpoczęło się osadnictwo żydowskie w Palestynie. Tworzeniu pierwszych osad rolniczych towarzyszył rozwój gospodarczy całej okolicy. Dzięki temu Tyberiada stała się prawdziwym miastem szkół, hoteli i banków, w którym mieścił się szpital i stacja telegrafu. Jednak duże odległości sprawiały wciąż, że miasto było odizolowane, a słabe gleby spowolniały rozwój upraw rolniczych, przez co tutejsza ludność była biedna. W 1908 władze tureckie zniosły zakaz budowania domów poza murami miejskimi. Pierwszy dom powstały na zewnątrz należał do włoskiego zakonu Urszulanek (1908). Następnie w 1911 r. Żydowskie Stowarzyszenie Kolonizacji Palestyny (PICA – ang. Palestine Jewish Colonization Association) wybudowało na zboczu wzgórza trzy farmy rolnicze.
W dniu 25 września 1918 do Tyberiady wkroczyły wojska brytyjskie. Miasto wraz z całą Palestyną przeszło pod panowanie Brytyjczyków, którzy w 1920 r. utworzyli Mandat Palestyny. Początkowo stosunki żydowsko-arabskie w mieście układały się dobrze, poza stosunkowo drobnymi incydentami podczas arabskich zamieszek w 1920 i 1929 r. W 1925 r. utworzono nową żydowską dzielnicę mieszkaniową Kirjat Szmuel, nazwaną na cześć Wysokiego Komisarza Mandatu Palestyny, Herberta Samuela. Dzielnica znajdowała się przy drodze prowadzącej do miasta od strony Nazaretu, i w ciągu kilku kolejnych lat większość nowych żydowskich imigrantów osiedlała się właśnie tutaj. W 1928 r. stanowisko burmistrza Tyberiady objął Żyd, Zaki Elhadef. Był on pierwszym żydowskim burmistrzem w Mandacie Palestyny. Elhadef pracował na rzecz rozwoju miasta – wybrukowano wówczas wiele ulic, podłączono prąd elektryczny i poprawiono kanalizację. Jego szeroka działalność publiczna spowodowała, że został zaakceptowany zarówno przez żydowską, jak i arabską część mieszkańców. Podczas arabskich zamieszek, Zaki Elhadef negocjował rozejm z przywódcami Arabów w Tyberiadzie. Współczesny krajobraz Tyberiady ukształtowała wielka powódź z 11 listopada 1934. Duża skala zniszczeń została spowodowana niekontrolowanym wyrębem lasów na okolicznych wzgórzach, któremu towarzyszyła budowa nowych domów i wąskich kamiennych uliczek. Duże opady deszczu wywołały wówczas gwałtowną lawinę błota i kamieni, które zalały ulice i budynki. Zginęło 35 osób. Miasto odbudowano na stokach zmienionego przez lawinę wzgórza, na którym brytyjskie władze mandatowe nakazały zasadzenie lasu w celu związania gleby i zapobiegania powtórzenia się podobnej klęski żywiołowej w przyszłości. Wybudowano także nowy falochron, który znajdował się kilka metrów dalej od pierwotnej linii brzegowej Jeziora Tyberiadzkiego.
Podczas arabskiej rewolty w Palestynie 1936–1939, w dniu 2 października 1938 doszło w Tyberiadzie do pogromu ludności żydowskiej. W czasie pogromu grupa około 70 uzbrojonych Arabów weszła do dzielnicy Kirjat Szmuel i podpalała żydowskie domy oraz synagogi. W zajściach zginęło 19 Żydów, w tym 11 dzieci. Po tej masakrze żydowska organizacja paramilitarna Irgun chciała przeprowadzić akcję odwetową, jednak Hagana nie wyraziła na to zgody. Krótko potem, w dniu 27 października Arabowie zamordowali żydowskiego burmistrza Tyberiady, Zaki Elhadefa. Hagana wysłała wówczas do miasta oddział swoich żołnierzy, dowodzonych przez Josefa Avidara.
Przyjęta 29 listopada 1947 Rezolucja Zgromadzenia Ogólnego ONZ nr 181 przyznała Tyberiadę państwu żydowskiemu. Plan podziału Palestyny został odrzucony przez Arabów, co doprowadziło do wybuchu wojny domowej w Mandacie Palestyny. Walki o Tyberiadę rozpoczęły się w lutym 1948, od sporadycznych incydentów ostrzelania się nawzajem Żydów i Arabów. Rezultatem tego było skupienie się obu społeczności w odrębnych częściach miasta. Arabowie zajmowali Stare Miasto oraz osiedle Al Jib Ban na północy. Natomiast Żydzi zajmowali dzielnicę Kirjat Szmuel i niewielką żydowską enklawę wewnątrz Starego Miasta. W marcu lokalni liderzy zawarli porozumienie o wstrzymania ognia, było jednak jasne, że sprawa przynależności miasta musi zostać rozstrzygnięta. Lokalny Komitet Narodowy odrzucił ofertę Arabskiej Armii Wyzwoleńczej by przejąć obronę miasta. Bitwa o Tyberiadę rozpoczęła się 8 kwietnia 1948. Pierwszego dnia starć zginęło 5 Żydów, a 12 zostało rannych. Następnego dnia arabskie milicje usiłowały wedrzeć się do żydowskiej dzielnicy, zostały jednak powstrzymane. Dzielnica Kirjat Szmuel była przy tym pod ciągłym arabskim ostrzałem, a brytyjska policja mandatowa nie interweniowała. Dowództwo żydowskiej organizacji paramilitarnej Hagana podjęło wówczas decyzję o zajęciu kilku sąsiednich arabskich wiosek, aby w ten sposób wzmocnić swoją pozycję w otoczeniu miasta. Gdy w dniach 12–13 kwietnia do Tyberiady napłynęli palestyńscy uchodźcy uciekający ze zniszczonych wiosek, osłabiło to morale Arabów. Przywódcy arabskiej społeczności zwrócili się wówczas do Brytyjczyków o ochronę ewakuacji kobiet i dzieci z Tyberiady. Przewieziono ich samochodami ciężarowymi i autobusami do Nazaretu lub Transjordanii. W dniach 16–17 kwietnia siły jednego batalionu Brygady Golani przeprowadziły serię ataków na Stare Miasto, wywołując panikę wśród Arabów. Kiedy Brytyjczycy oświadczyli, że w najbliższych dniach opuszczają miasto i nie mogą gwarantować Arabom bezpieczeństwa, uzgodniono warunki ewakuacji, którą przeprowadzono 18 kwietnia. Ogółem Brytyjczycy ochraniali ewakuację około 6000 arabskich mieszkańców Tyberiady (47,5% populacji). Następnego dnia siły Hagany zajęły miasto. W dniu 28 kwietnia na dziedzińcu fortu brytyjskiej policji (Fort Tegart) odbyła się uroczystość opuszczenia flagi brytyjskiej i wciągnięcia na maszt flagi izraelskiej. Próby grabieży opuszczonych arabskich domów były ścigane przez żydowskich policjantów, którzy zabili i ranili kilku szabrowników. Na samym początku I wojny izraelsko-arabskiej w 1948 Tyberiada stała się celem natarcia wojsk arabskich. Wzdłuż południowych brzegów Jeziora Tyberiadzkiego nacierali Syryjczycy, którzy zostali powstrzymani podczas bitew o Dolinę Kinaret (15–21 maja). Natomiast Arabska Armia Wyzwoleńcza nacierała od zachodu (bitwy o Ilanijję). W rezultacie tych walk Izraelczycy umocnili swoją obecność w Tyberiadzie i przejęli kontrolę nad całą Galileą.
W miesiąc po zdobyciu miasta rozpoczęło się niszczenie arabskich domów na Starym Mieście. Czyniono to z różnych powodów: problemów sanitarnych, budowlanych i obaw, że Arabowie mogą powrócić do miasta. Wyburzenia trwały do pierwszych miesięcy 1949 i zostały powstrzymane dopiero przez wizytę premiera Dawida Ben Guriona. Według oficjalnych szacunków zniszczono 477 z 696 domów, chociaż ówczesny minister policji Bechor Szalom Szitrit podaje, że zniszczono 624 z 699 domów. Ocalały jedynie obiekty kultu religijnego, fort policji i pozostałości murów miejskich. Cały opustoszały obszar został tak pozostawiony aż do wojny sześciodniowej w 1967 r. Nowo napływający imigranci osiedlali się w nowo budowanych osiedlach, które powstawały na zboczach i szczycie tutejszego wzgórza. Po 1967 r. rozpoczęto na dużą skalę odbudowę miasta. Wybudowano wówczas promenadę, park miejski, centrum handlowe, hotele i restauracje. Starannie odnowiono budynki kultu religijnego, w tym kilka kościołów oraz starożytne synagogi.

## Demografia
Zgodnie z danymi Izraelskiego Centrum Danych Statystycznych w 2008 w mieście żyło 39,8 tys. mieszkańców, z czego 91,3% Żydzi.
Populacja miasta pod względem wieku (dane z 2006):
| Wiek (w latach) | Procent populacji w % |
| --------------- | --------------------- |
| 0-4             | 9,4%                  |
| 5-9             | 8,9%                  |
| 10-14           | 8,4%                  |
| 15-19           | 7,8%                  |
| 20-29           | 16,8%                 |
| 30-44           | 17,8%                 |
| 45-59           | 17,7%                 |
| ponad 60        | 13,3%                 |

Źródło danych: Central Bureau of Statistics.

## Nazwa
Nazwa miasta Tiberias została nadana w I wieku na cześć cesarza Tyberiusza.

## Symbole
| Burmistrz    | Lata sprawowania urzędu |
| ------------ | ----------------------- |
| Zaki Elhadef | 1928–1938               |
| Szimon Dahan | 1938–1950               |
| Mosze Zohar  | 1950–1955               |
| Mejer Edery  | 1955–1960               |
| Mosze Zohar  | 1960–1978               |
| Jigal Bibi   | 1978–1988               |
| Jossi Peretz | 1988–1998               |
| Kirjati      | 1998–2003               |
| Zohar Oved   | 2003-nadal              |

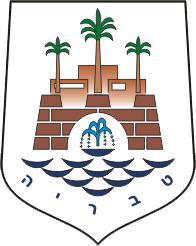
Herb Tyberiady

W 1957 r. władze miejskie ogłosiły konkurs na godło Tyberiady. Konkurs wygrał projekt Gideona Keich. Godło miasta przedstawia wody Jeziora Tyberiadzkiego, gorące źródła położone przy mieście, stare mury miejskie oraz nową zabudowę miejską z zielenią. Oficjalna flaga jest biała z niebieskim godłem i nazwą miasta w języku hebrajskim.
Najważniejszym działem lokalnej gospodarki jest turystyka.

## Polityka
Od 2003 r. burmistrzem miasta jest Zohar Oved.

### Współpraca międzynarodowa
Tyberiada posiada jedenaście miast partnerskich: Córdoba w Argentynie, Montpellier we Francji (1983), Wormacja w Niemczech (1986), Tudela w Hiszpanii, Saint Paul i Allentown w Stanach Zjednoczonych (1996), Milwaukee w USA (2000), Great Neck Plaza w USA (2002), Saint-Raphaël we Francji (2007), Wuxi w Chinach (2008), Tulsa w USA (2008), oraz Saint Paul w USA.

## Gospodarka
Zgodnie z danymi Izraelskiego Centrum Danych Statystycznych średnie wynagrodzenie pracowników w Tyberiadzie w 2007 r. wynosiło 4647 ILS (średnia krajowa 6743 ILS).

## Architektura

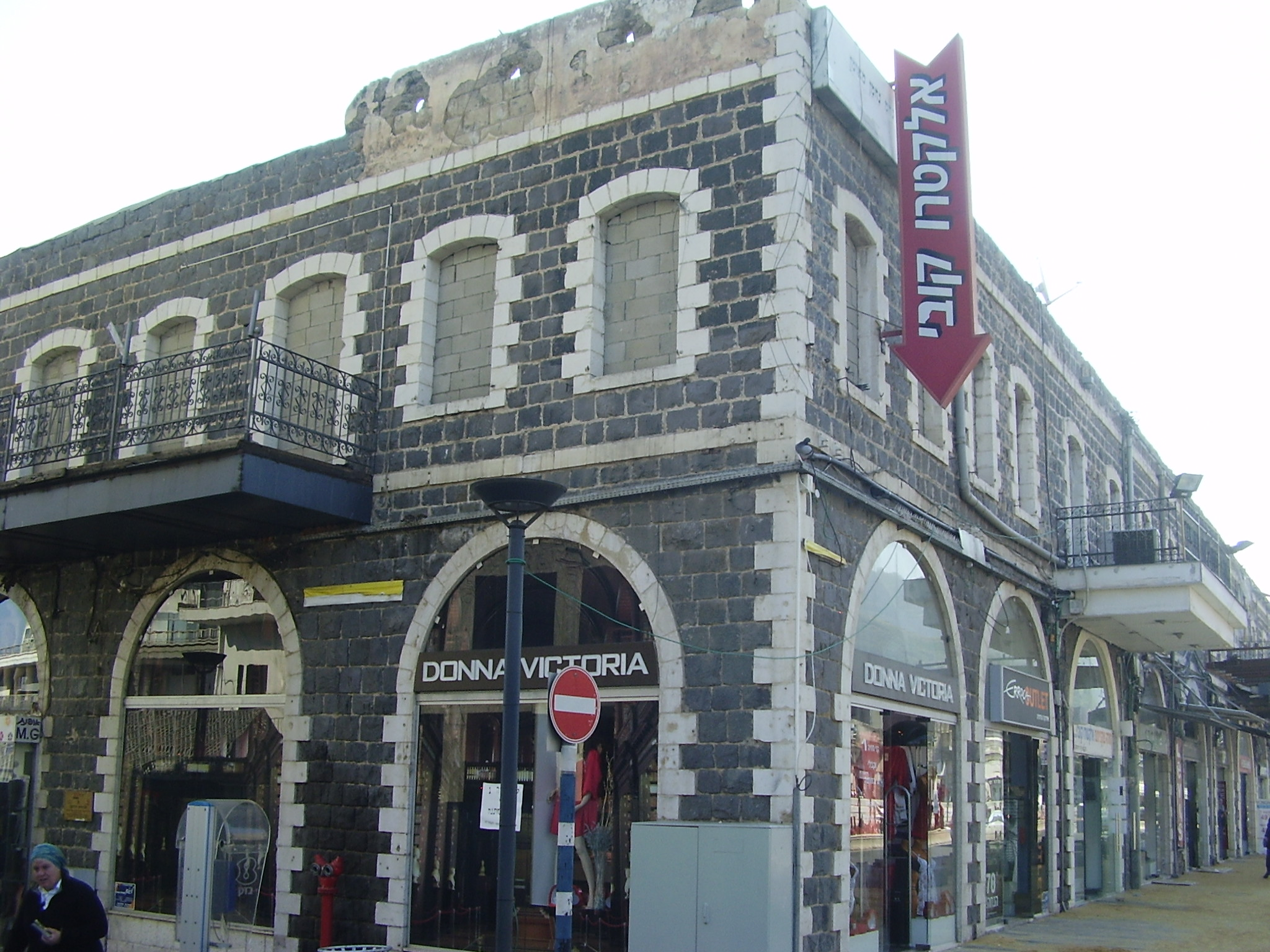
W budynku widoczne czarne kamienie bazaltowe połączone z białymi wapieniami

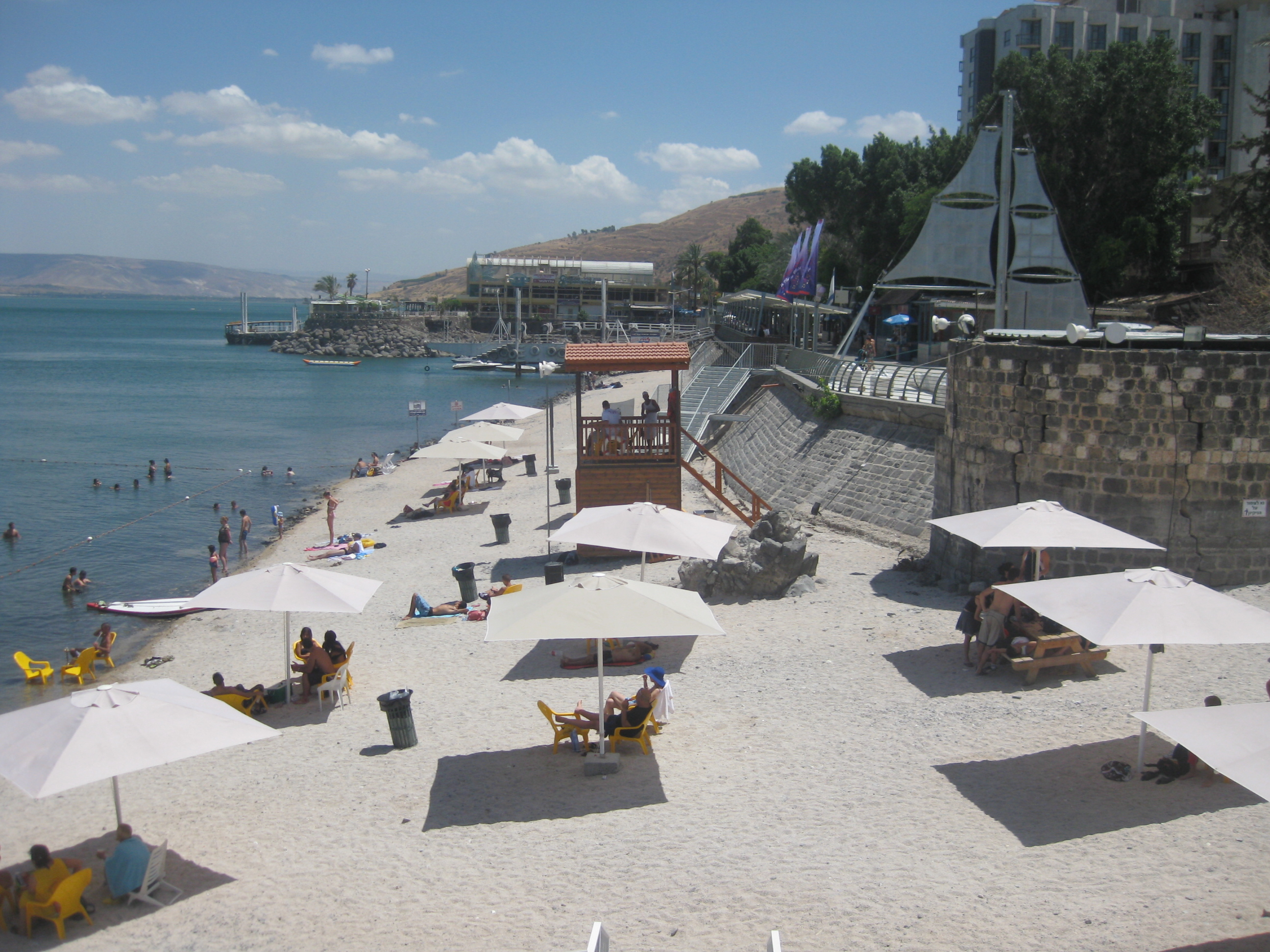
Plaże Tyberiady

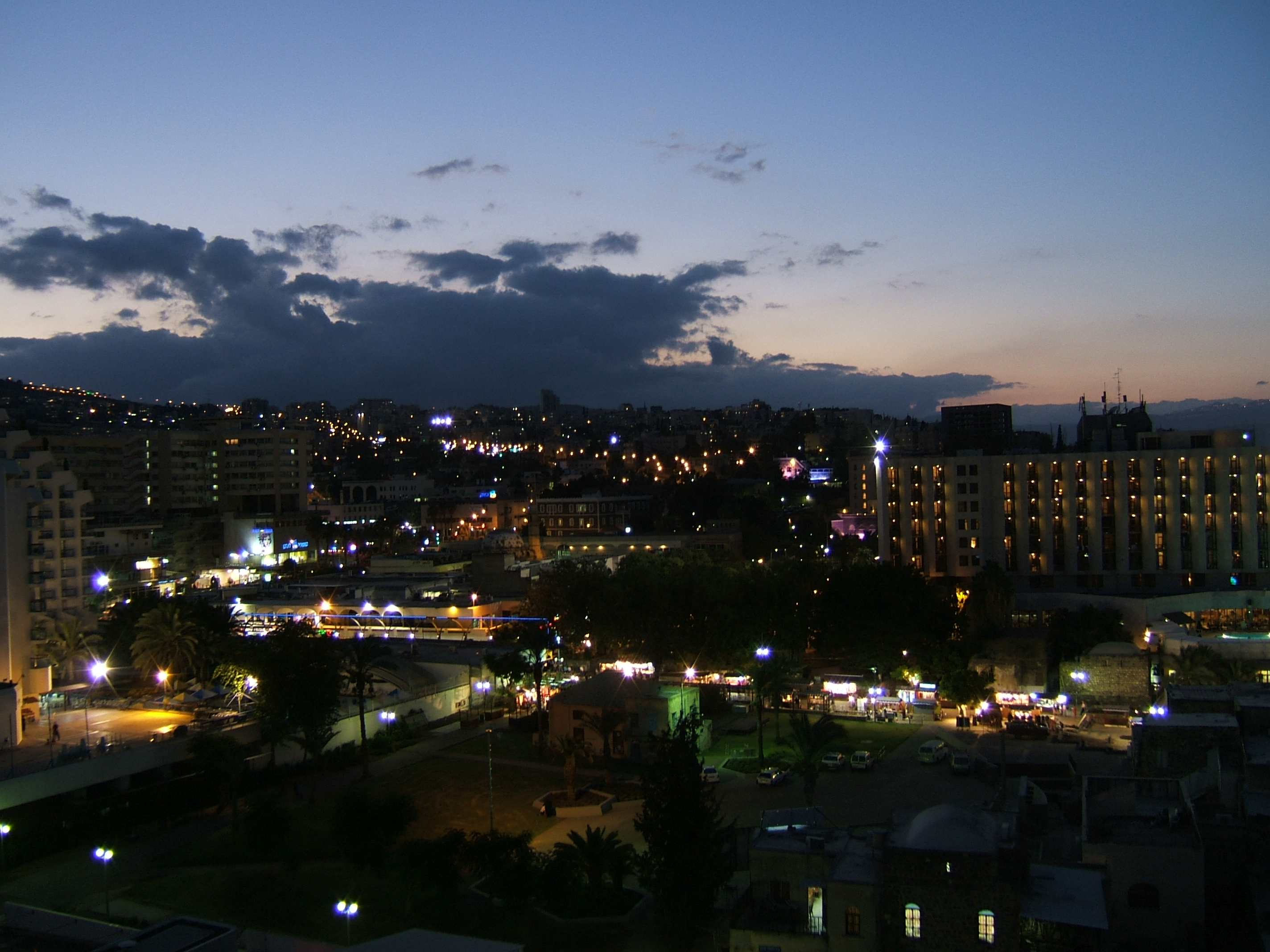
Tyberiada nocą

### Zabytki
Wykopaliska archeologiczne pozwoliły odsłonić łaźnię bizantyjską, ulicę z kolumnadą oraz bazylikę rzymską. Badania G. Forstera w 1973 i 1974 skupiły się na zachodniej bramie miejskiej oraz budynkach mieszkalnych w jej pobliżu. Bramy rzymskiej strzegły dwie potężne, okrągłe wieże; przypomina ona rzymską bramę w Samarii.
Z chrześcijańskich budowli znajduje się tutaj kościół św. Piotra, wzniesiony w XII wieku przez krzyżowców. Budowla ma kształt odwróconej łodzi. Na dziedzińcu pod murem stoi kamienny pomnik w kształcie ołtarza z herbami polskich miast (Warszawa, Kraków, Poznań, Gdańsk, Lwów i Wilno), wybudowany pod koniec II wojny światowej ze składek polskich uchodźców. Sanktuarium opiekują się franciszkanie z Kustodii Ziemi Świętej. Zakonnicy prowadzą również parafię katolicką.
Szczególną rolę odgrywają w Tyberiadzie grobowce wybitnych żydowskich uczonych – rabinów: Me’ira Ba’al Hanesa, Akiwy, Mosze Ben Majmona (Majmonidesa), Ben Zakkaja, Eliezera Wielkiego, Rawa Ammi i Rawa Assii oraz Izajasza Horowitza. Dwa miejscowe meczety stoją od dawna zamknięte i oczekują na renowację.

## Oświata
W mieście znajduje się 19 szkół podstawowych, 4 gimnazja i 17 szkół średnich, w tym 6 jesziw, dwie szkoły zawodowe, szkoła hotelarska oraz szkoła Branco Weiss specjalizująca się w absorpcji uczniów, którzy porzucili swoje wcześniejsze szkoły. Do szkół uczęszcza ogółem 8,4 tys. uczniów. Średnia uczniów w klasie wynosi 24.
Otwarty Uniwersytet Izraela prowadzi w mieście swój ośrodek akademicki.

## Turystyka
Władze miejskie przykładają dużą uwagę do wyglądu miasta. Dzięki dużemu zaangażowaniu, Tyberiada w 2008 po raz drugi z rzędu otrzymała pięć gwiazd w konkursie „Beautiful City – Beautiful Israel”, organizowanym przez rząd. Tyberiada jest najpopularniejszą miejscowością wypoczynkową w północnej części Izraela.
Główną atrakcją Tyberiady jest Park Narodowy Chammat Tewerja, położony przy południowym wjeździe do miasta, tuż przy gorących źródłach. W tym miejscu z ziemi wybija siedemnaście gorących źródeł. Już w starożytności odkryto ich lecznicze oraz wzmacniające właściwości. Naturalne termalne źródła koją schorzenia reumatyczne i mięśniowe. Ze źródeł wydobywają się wody bogate w związki siarki, chlorowodorku i soli wapiennych, które mają świetne działanie lecznicze w schorzeniach takich, jak reumatyzm i artretyzm, a także zaburzenia układu nerwowego i rozrodczego. Wybudowano tutaj piękne i godne odwiedzenia łaźnie. Lista dostępnych zabiegów jest bardzo bogata, ale zarazem bardzo droga. Znajduje się jednak bardzo wielu chętnych, którzy spędzają długie godziny na leczniczych seansach w zasiarczonej wodzie.

### Baza noclegowa
W 2011 w mieście były 32 hotele (w tym osiem na najwyższym poziomie), oferujące 4145 pokoi. W 2010 hotele przyjęły 1 728 500 gości, z czego 771 700 stanowili turyści zagraniczni i 956 800 Izraelczycy. Hotele Tyberiady uzyskały w ten sposób wykorzystanie pokoi noclegowych na poziomie 62,2% (w porównaniu w Ejlacie 69,7% i Jerozolimie 65,5%).

## Sport

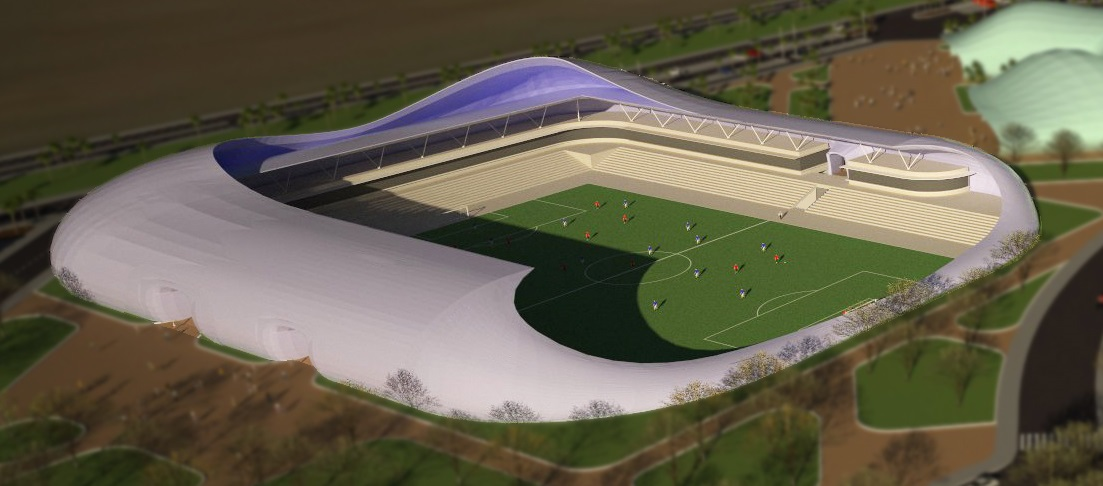
Stadion piłkarski w Tyberiadzie (w budowie), zaprojektowany przez architekta Moti Bodek

W Tyberiadzie corocznie organizowany jest maraton, w którym biorą udział biegacze z całego świata. Trasa maratonu jest wytyczona wzdłuż wybrzeża Jeziora Tyberiadzkiego do kibucu En Gew. Początek i koniec biegu ulokowany jest na ulicach Tyberiady.